# Зедин, Карл Янович
Карл Янович Зедин, Зиединьш (15 [27] июня 1885, Глазниеки, Сунтажская волость — 22 мая 1919, Рига, Лифляндская губерния) — моряк, российский революционный деятель, участник Первой мировой войны, революции в России и Гражданской войны. Участник штурма Зимнего дворца.

## Биография
Родился в крестьянской семье 15(27) июня 1885 года на хуторе Глазниеки под Ригой. Окончил мореходное училище, выпущен штурманом. Член РСДРП с 1903 (по другим данным с 1904) года. Участвовал в переправке из-за границы революционной литературы и оружие в Ригу, Петербург, Одессу.
Во время Первой мировой войны он был мобилизован на Черноморский флот, сдал экзамены на звание прапорщика по адмиралтейству и в 1917 году командовал самоходной баржей № 448 Отряд средств высадки в Одессе. С 1914 года вёл революционную агитацию на Черноморском флоте. В июне 1917 года делегат I Всероссийского съезда Советов рабочих и солдатских депутатов. В конце августа 1917 года К. Я. Зедин был избран членом Центрофлота ЧФ от Одессы и уже в первых числах сентября был делегирован в Петроград для работы в составе Всероссийского центрального комитета флота. Возглавил большевистское крыло Центрофлота при ВЦИК.
В октябре 1917 член Военно-морского революционного комитета. Руководил отрядом моряков, штурмовавших Зимний дворец. Проводил боевые корабли в Неву в ходе подавления выступление Керенского — Краснова. В матросском отряде сражался с белогвардейцами на Пулковских высотах.
Член советской делегации по мирным переговорам с Германией в Брест-Литовске.
30 ноября 1917 года он был отчислен из состава ВМРК в распоряжение ЦКЧФ и убыл на Черное море. В момент прихода к власти большевиков в Севастополе он был членом президиума Военно-революционного комитета, его подпись стоит на приказе о порядке проведения арестов, содержания и охраны задержанных офицеров. С декабря 1917 член Черноморского центрофлота, член Севастопольского ВРК. В января 1918 командовал морским десантом, который установил Советскую власть в Ялте. В феврале — марте командовал отрядом моряков, сражавшихся с кайзеровскими войсками. В апреле — октябре 1918 комиссар Волжской военной флотилии.
В соответствии с директивой Совнаркома № 175 от 4 мая 1918 года В Москве было образовано Управление комиссариата по военным делам Северо-Кавказского военного округа с размещением в Царицыне. Управление начало работу всех отделов к 19 июля 1918 года. Военным руководителем Управления комиссариата был назначен бывший генерал царской армии А. Е. Снесарев, военным комиссаром — К. Я. Зедин, начальником штаба — бывший полковник генерального штаба А. Л. Носович.
С апреля 1919 начальник Морского управления Латвийской социалистической советской республики, член РВС Балтфлота. Погиб 22 мая 1919 года в уличном бою с силами Прибалтийского ландесвера в Риге.